# Hôtel du 4 place des Vosges
L'hôtel du 4 place des Vosges est un hôtel particulier situé sur la place des Vosges à Paris, en France.

## Localisation
L'immeuble est situé dans le 4e arrondissement de Paris, au 4 place des Vosges. Il se trouve sur le côté sud de la place, entre les hôtels Genou de Guiberville et de Rohan-Guémené.

## Historique

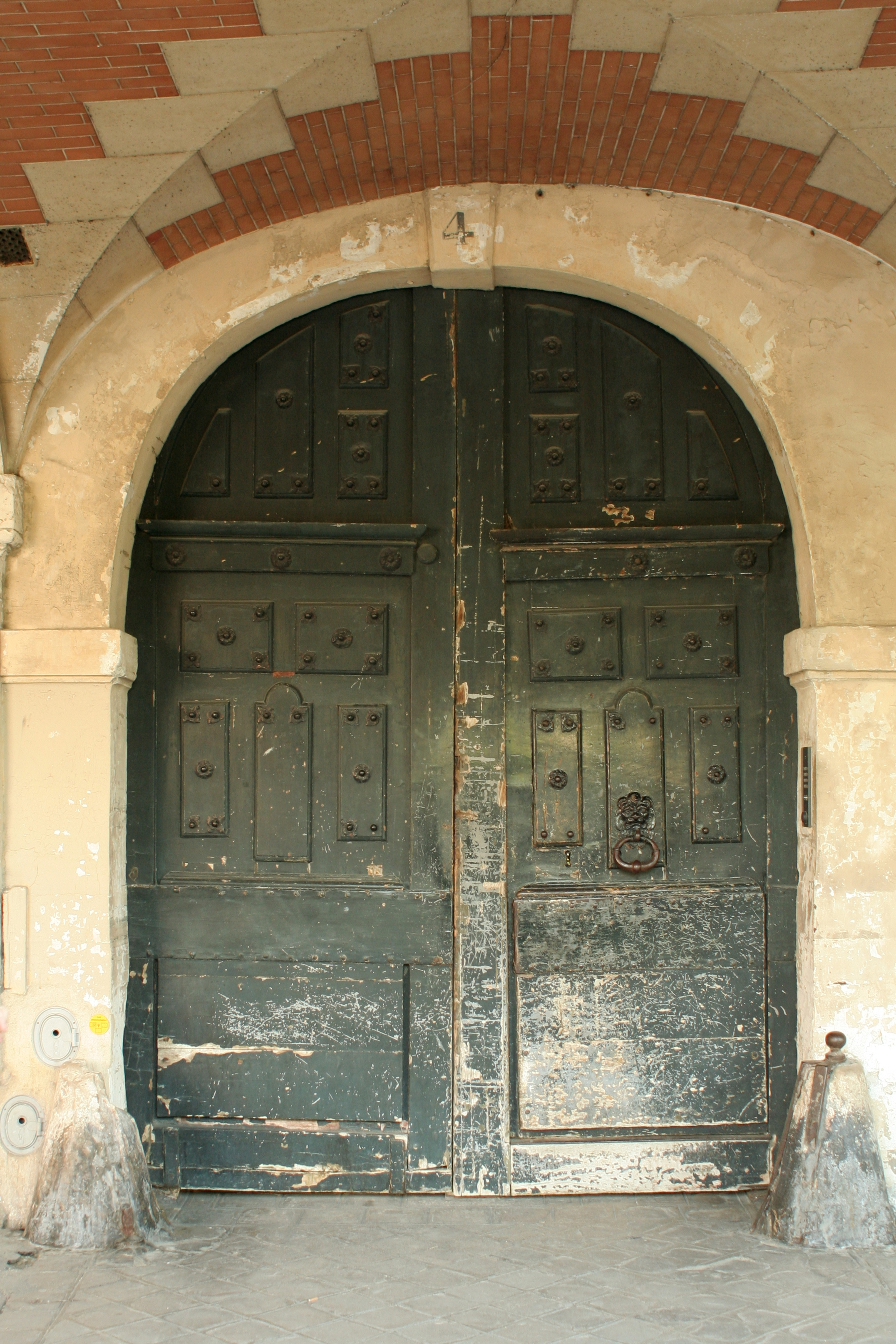
Vantaux à panneaux de la porte cochère.

L'immeuble date du début du XVIIe siècle ; sa décoration intérieure date du XVIIIe siècle.
Propriétaires et locataires successifs
- 1605: Noël Regnouart
- 1621: baron de Marolles
- 1628: Edme de La Châtre
- 1640:Gilonne d'Harcourt
- 1653: Jacques de Saulx
- 1672: Nicolas Le Verrier
- 1719: Michel Surirey de Saint Remy
- 1746: Nicolas-François Cisternes,
- 1756: Nicolas Claude Duval-le-Roy
- 1789: Thomas de Mahy de Favras
- 1814: baron Miscoud d'Umons
- 1820: Joseph-Marie Portalis
- 1851: Familles Pontbichet, Isabelle Daniel, Louis Alexandre Deshayes de Merville[2].

La façade, la toiture et la galerie voûtée sont classées au titre des monuments historiques en 1955 ; l'escalier est inscrit la même année. Au rez-de-chaussée se trouve la galerie Chantal Blumann.

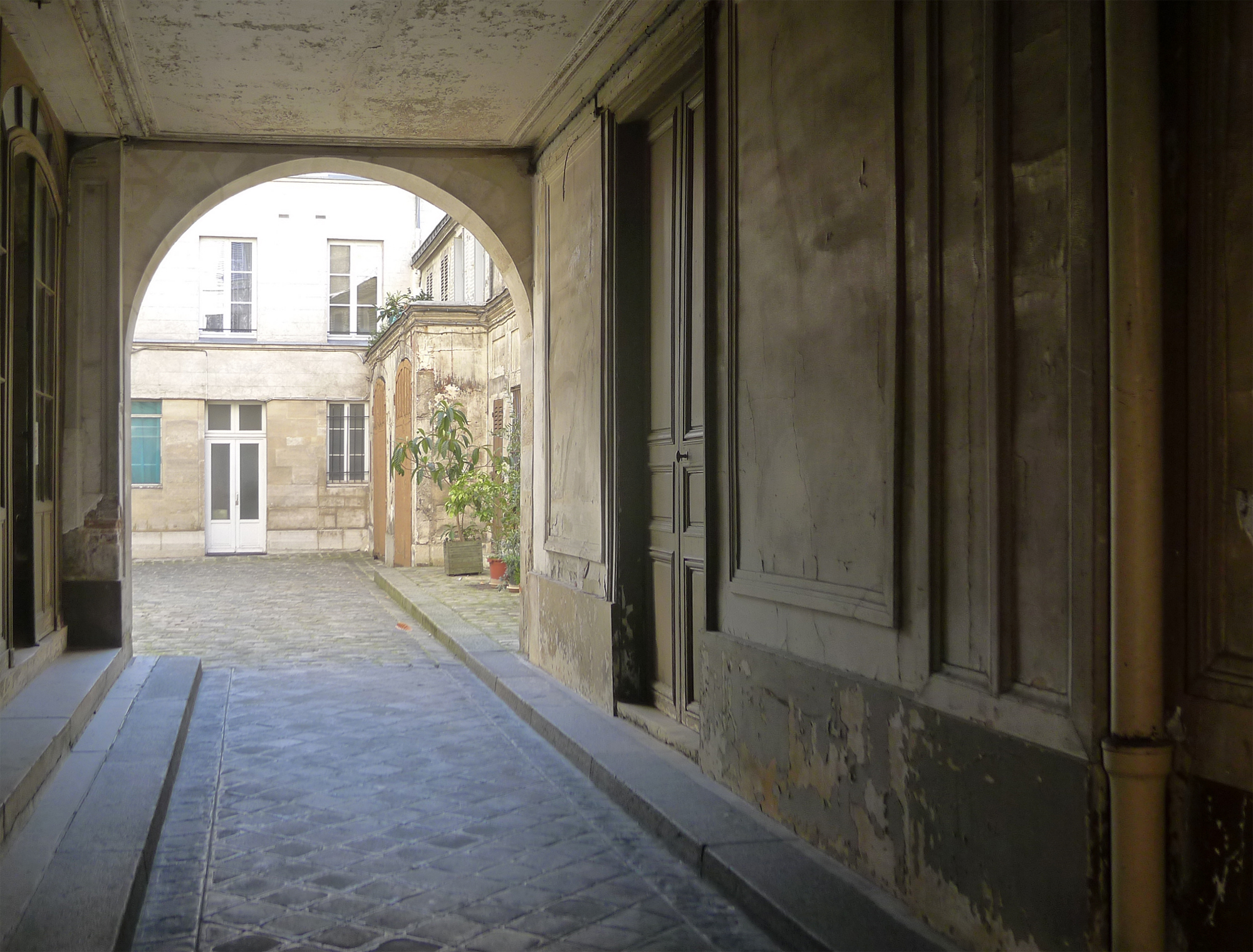
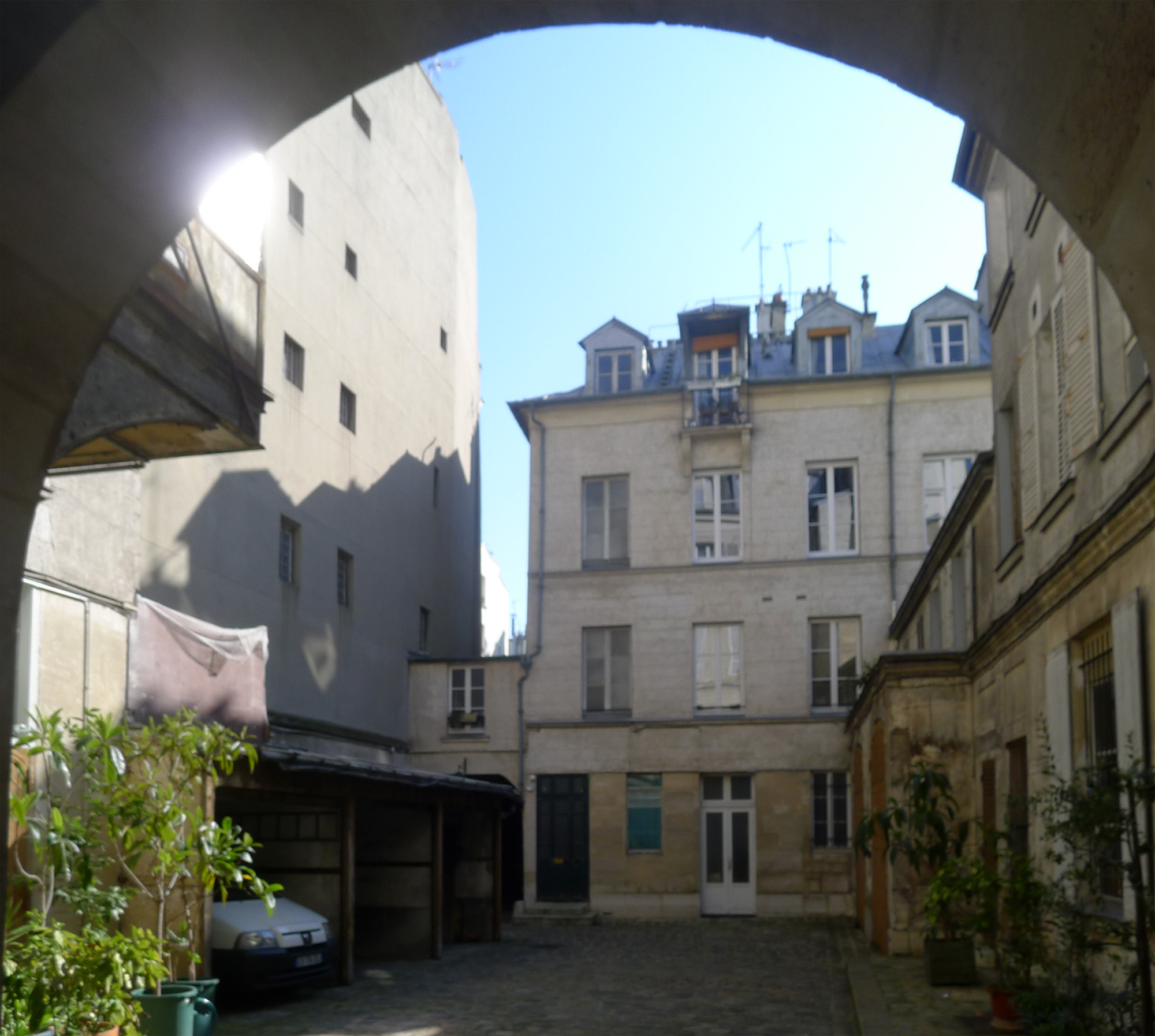
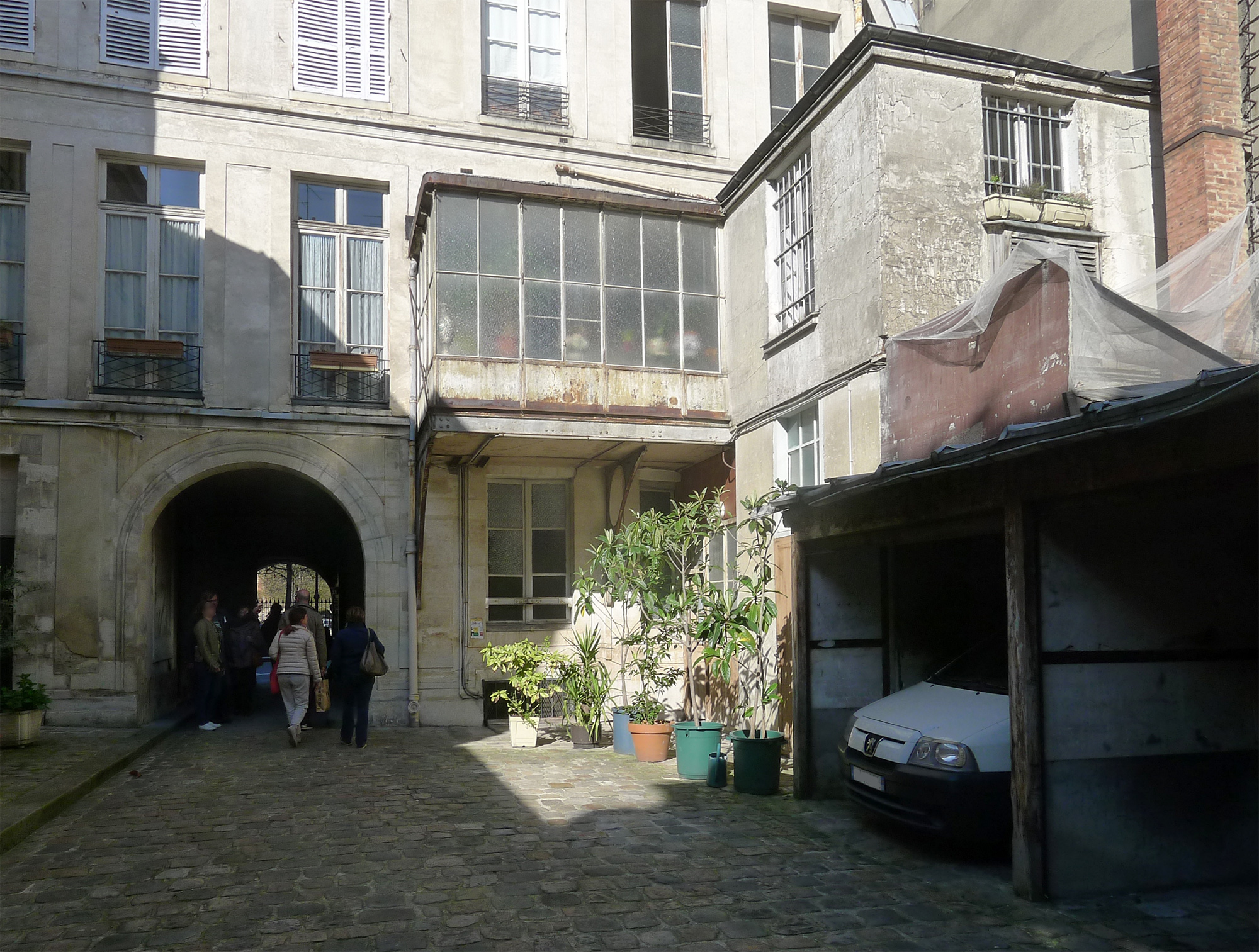